# Les Enragés (mai 68)
Pour les articles homonymes, voir Les Enragés.
Les Enragés est le nom, donné en hommage aux plus radicaux des Sans-culottes, d'un petit groupe d'agitateurs créé en février 1968 autour de René Riesel, Gérard Bigorgne, Patrick Cheval, Pierre Carrère, Patrick Negroni, Pierre Lotrous, Bernard Ager et Angéline Neveu entre autres. Il participa à la contestation révolutionnaire à la faculté de Nanterre puis à Paris au cours de Mai 68.

## Historique
Un de leurs tracts emprunte à une bande dessinée la chronique ancienne d’une troupe de malandrins, où l'on peut reconnaître le "Radis couronné" du Capitaine Fracasse, qui devisent dans une taverne des Halles de l’Université et de son devenir, conforme aux lois du marché, un simple jeu de cases à remplir, et depuis longtemps joué.
L'un d'eux, Gérard Bigorne, qui posa pour la statue de Charles Fourier dans l’atelier d'artistes du groupe anarchiste de Ménilmontant, où le mouvement est ensuite critiqué, s'est brièvement installé à Nantes en février 1968 et participa aux prémices de Mai 68 à Nantes.

### Les événements de décembre 1967- mars 1968
Dès la fin de la grève de novembre 1967 contre la création des IUT, les anarchistes réclament la dissolution de l'UNEF puis organisent un boycott des cours. Ce mouvement indigne les étudiants qu'il empêche de travailler . Une rumeur traîne alors dans le microcosme gauchiste: l'administration de l'université a dressé des listes noires. Les enragés empruntent un appareil, photographient n'importe qui dans le hall, collent les clichés sur des panneaux et promènent le tout, le 26 janvier. Cette manifestation du  26 janvier dans le hall de la Faculté "contre les listes noires" déclenche la première intervention de la police dans les locaux universitaires.
Le doyen Pierre Grappin est traité de nazi, des croix gammées tracées sur les murs. Quelques jours plus tard, Patrick Chevalest expulsé de la cité universitaire. C'est au début du mois de février 1968 qu'en hommage aux plus radicaux des sans-culottes de la Révolution française est donné le nom d'«Enragés» au groupe qui prend forme autour de Patrick Cheval, Gérard Bigorgne, plus tard exclu pour cinq ans de toutes les universités françaises et René Riesel, convoqué devant le conseil de l'Université.
Influencés par l'Internationale situationniste, ils contribuèrent à disséminer ses idées au sein de l'Université puis se fédérèrent avec elle le 14 mai 1968 pour créer le comité Enragés-Internationale situationniste, ils anticipèrent avec le groupe anarchiste de la L.E.A. (Liaison des étudiants anarchistes où l'on trouvait notamment Jean-Pierre Duteuil) la contestation étudiante qui allait se cristalliser autour du Mouvement du 22-Mars et de la figure de Daniel Cohn-Bendit. Ils rompirent toutefois violemment avec ce mouvement fraîchement créé lors de la soirée d'occupation du bâtiment administratif de la faculté de Nanterre. Plusieurs raisons ont été évoquées, parmi lesquelles la présence de membres de l'Union des étudiants communistes (UEC) dans le groupe, mais les témoignages évoquent sur le discours prononcé contre eux par Daniel Cohn-Bendit.
Dans la salle, Angéline Neveu, étudiante en philo à Paris et onze membre des "Enragés", parmi lesquels Christian Sébastiani et René Riesel . Angéline Neveu, allait assister aux cours de sociologie d'Henri Lefebvre et avait pris l'habitude de perturber ses cours après son retour du Japon, lui reprochant de surtout parler des restaurants, des sushis, au lieu de donner des vraies nouvelles du Japon, c'est-à-dire du Zengakuren. Elle constate la présence de beaucoup de gens de l'extérieur, des gens assez costauds prêts à intervenir et le dessin ce soir là d'une affiche : « Courant d'air sur le pommier du Japon », détournant un tableau du peintre Marcel Duchamp
.
Angéline Neveu constate que la dizaine d'Enragés arrivés dans la salle un quart-d'heure avant la centaine de personnes de la "bande de Cohn-Bendit",, s'intéresse aux idées nouvelles mais refuse d'adhérer à aucun groupe.
Les situationnistes présents fouillent dans les tiroirs pour trouver de l'alcool « mais il n'y avait pas d'alcool ». Ils ont alors sortis trois verres et sont partis cinq minutes après le discours de l'anarchiste Cohn Bendit déclarant qu'ils sont en train de voler les verres.
Les onze "Enragés" ont ensuite pris le train pour la gare Saint-Lazare, et sont allés écrire le tract : "Courant d'air sur le pommier du Japon". Le lendemain, Cohn-Bendit les appelle pour leur demander de signer l'appel du 22 mars.
Avant de quitter Nanterre pour participer à une contestation plus globale, ils laissèrent quelques graffitis devenus, par la suite, célèbres : « Professeurs, vous êtes vieux... votre culture aussi », « les syndicats sont des bordels, l'UNEF est une putain », « Ne travaillez jamais », « Prenez vos désirs pour la réalité », « L'ennui est contre-révolutionnaire », « Le savoir n'est pas un bouillon de culture » et « Élections, piège à cons ». René Riesel fit partie des huit étudiants nanterrois appelés à comparaître devant le conseil de discipline de la Sorbonne le 6 mai 1968. Le jugement ne fut jamais rendu.
Les "Enragés" participent ensuite à l'occupation de la salle Cavaillès, point fort de l'occupation de la Sorbonne, qui rebaptisée "Salle Jules Bonnot", alors que Jean Cavaillès fut pourtant un résistant au parcours exceptionnel. Le Comité d'occupation de la Sorbonne siége alors dans cette salle et appelle dès la mi-mai à l'occupation de toutes les usines et lieux de culture. Des étudiants ont sorti un piano à queue et se sont mis à jouer dans la cour de la Sorbonne.
Le 16 mai, les Enragés qui contrôlent le comité d'occupation mènent une guerre farouche contre les groupes d'extrême gauche qui se termine par des bagarres et leur expulsion par la force le lendemain. Les "Enragés" doivent ensuite fuir à la mi juin chez l'écrivain situationniste Raoul Vaneigem en Belgique.
Salvadori, Gianfraco  Sanguinetti et Pavan visitèrent les situationnistes à la fin de 1968. Leur préparation et leur intelligence firent une bonne impression, et c’est pourquoi l'I.S. se développa.
Puis c'est l'épisode de la Taverne du Régent, Place de Clichy. Christian Sébastiani et Pierre Lotrus instruisent à cette occasion le procès du peintre Patrick Negroni puis d'Angéline Neveu, qui aurait semé le trouble lors d'une conférence situationniste. Angéline Neveu était l'ex-compagne de Patrick Negroni, dont Salvadori s'était entiché et l'affaire envenime les tensions entre les situationnistes italiens, qui aboutirent à l'exclusion de Sanguinetti.

### L'après- Mai 68
La brouille entre Daniel Cohn Bendit et les "enragés" après la soirée du 22 mars est mise en scène dans "Coup double sur Mai 68" Roman de Patrick Haas aux Editions L'Harmattan.
Parmi les membres de l'Internationale situationniste qui participent à des violences contre les personnes entre 1968 et en 1970, la plupart sont issus de l'Université de Nanterre.
En octobre 1968, l'éditeur de publications sociales Jean Maitron publie un petit livre d'histoire sur Mai 68, "La Sorbonne par elle-même", où il affirme que les situationnistes contrôlaient le restaurant et la cuisine de la Sorbonne et y ont assumé seuls l'occupation les 13 et 14 mai, ce qui déclenche une réaction de colère de Guy Debord. Quelques semaines après, les situationnistes René Riesel et René Viénet se rendent au domicile de Maîtron, l'insultent et saccagent son appartement.
Patrick Cheval quitte l'Internationale situationniste le 22 janvier 1970, mais reste en bons termes avec les situationnistes dont le leader Guy Debord écrira dans la "Véritable Scission", que Patrick Cheval est un "camarade estimé" (1972). Son départ coïncide avec les violences exercées par trois militants situationnistes parisiens, en janvier 1970, contre François George, journaliste du bulletin anarchiste nommé L'Archinoir, proche d'Informations et correspondances ouvrières, dont sont accusés Gianfranco Sanguinetti, Christian Sebastiani et Patrick Cheval,,. Selon une autre version, son exclusion est liée à une erreur de sa part, il aurait défenestré son ami sans l'avoir reconnu, pendant un moment d'alcoolisme.

## Personnalités
Parmi les onze "enragés", autour du noyau formé par Gérard Bigorgne, Patrick Cheval et René Riesel, se joindront, entre autres à certains moments de l’hiver 1968, Pierre Carrère, Patrick Negroni, Pierre Lotrous, Bernard Ager et Angeline Neveu  :
- Patrick Cheval[21]
- René Riesel[20]
- Gérard Bigorgne[21]
- Angéline Neveu[20]
- Patrick Negroni, ami personnel d'Angéline Neveu[20]
- Christian Sébastiani, ami proche de René Riesel[20]
- Pierre Lotrous[21]
- Pierre Carrère, ami personnel d'Angéline Neveu
- Bernard Ager[21]
- Jean-Louis Philippe [22]
- X, l'enragé inconnu.